# Noordse kommazweefvlieg
De noordse kommazweefvlieg (Eupeodes lundbecki) is een vliegensoort uit de familie van de zweefvliegen (Syrphidae). De wetenschappelijke naam van de soort is voor het eerst geldig gepubliceerd in 1946 door Soot Ryen.